# Nieczatów
Nieczatów – wieś w Polsce położona w województwie mazowieckim, w powiecie radomskim, w gminie Zakrzew. 
W skład sołectwa wchodzą Nieczatów i Kozinki. W 2023 sołectwo liczyło 484 mieszkańców.
Prywatna wieś szlachecka, położona była w drugiej połowie XVI wieku w powiecie radomskim województwa sandomierskiego. W latach 1975–1998 miejscowość administracyjnie należała do województwa radomskiego.
Swoją genezą wieś sięga XV wieku i jest związana z osoba Abrahama Nieczatowskiego.
Wierni Kościoła rzymskokatolickiego należą do parafii św. Stanisława w Cerekwi.